# ادبیات زنانه
ادبیات زنانه (انگلیسی: Chick lit) ژانری از ادبیات عامه‌پسند است که بیشتر برای مخاطبان مونث بوده و شامل ماجراهای قهرمان محور از چالش‌های زندگی شخصیت زن داستان است.